# Холодная кровь (рассказ)
Холодная кровь — рассказ Антона Павловича Чехова. Написан в 1887 году, впервые опубликован в 1887 году в газете «Новое время» № 4193 от 31 октября с подписью Ан. Чехов.

## Публикации
Рассказ А. П. Чехова «Холодная кровь» написан в 1887 году, впервые опубликован в 1887 году в газете «Новое время» № 4193 от 31 октября с подписью Ан. Чехов, в 1890 году печатался в сборнике «Хмурые люди», вошел в собрание сочинений Чехова, издаваемое А. Ф. Марксом. Большой объем рассказа вызывал трудности при его публикации в газете, для сборника рассказ был сокращен автором.
При жизни Чехова рассказ переводился на болгарский и шведский языки.

## История
Рассказ написан по материалам поездки Чехова на юг. Младший брат писателя, М. П. Чехов писал: «У … Чеховых, был дядя Митрофан Егорович, женатый на Людмиле Павловне. У этой Людмилы Павловны был брат Андрей Павлович (Евтушевский) — симпатичный человек, которому не удалась его служба в качестве чиновника при таганрогском градоначальнике, и он решил выйти в отставку и заняться коммерцией. В виде опыта и на последние деньги он накупил скотины на мясо, погрузил ее в товарные вагоны и отправился продавать ее в Москву. По дороге его, человека неопытного и непрактичного, так обобрали железнодорожники и так его притесняли, что он приехал в Москву почти ни с чем, не попал „к цене“ и, полный разочарования, разыскал в Москве Антона Павловича и рассказал ему всё о своих дорожных несчастиях, подтвердив все их документами, которые и передал писателю в подлинниках. Антон Павлович использовал их для своего рассказа „Холодная кровь“ и привел в нем все подробности, рассказанные ему Андреем Павловичем».
О своей поездке из Таганрога в Москву Евтушевский рассказал П. Сурожскому, отметив при этом: «Читали „Холодную кровь“? Это я рассказал про нашу с отцом поездку с быками, и это он меня описал в Яше. Читал и потом и удивлялся: так верно и метко описано, будто сам он с нами был. И всё правда, и телеграммы посылали, и жалобы писали, и взятки давали — всё было».

## Критика
Рассказ относился к тем произведениям, которые Л. Н. Толстой «перечитывал по нескольку раз». Д. В. Григорович так отозвался о рассказе: «Поместите этот рассказ на одну полку с Гоголем». Литературный критик В. Л. Кигн также сравнивал рассказ с произведениями Гоголя.
Однако А. Р. Дистерло отрицательно писал о рассказе, считая, что автор поверхностно отнесся к его сочинению. То же отмечал и критик Н. К. Михайловский, считавший, что автор с равнодушием отнесся к теме произведения.
Критик П. Краснов отмечал общественное значение рассказа. По его мнению вялость и равнодушие персонажей связаны с «царящею в нашем обществе пошлостью и скукой».

## Персонажи
- Гаврила Малахин, старик, коммерсант, перевозит по железной дороге на продажу быков.
- Яша (Яков Гаврилович Малахин), молодой человек, сын Малахина.
- Обер-кондуктор.

## Сюжет
В рассказе описываются события, связанные с перевозкой скота на продажу по железной дороге. Малоопытный коммерсант Малахин, желая заработать денег, купил быков и повез их на продажу в столицу. При перевозке быков ему пришлось платить деньги работникам железной дороги, чтобы они оперативно решали вопросы перевозки. По приезде на крупную станцию, Малахин продал купцу скот c убытком, поскольку на него уменьшился спрос — начинался Филиппов пост. Он «на каждом быке взял убытку четырнадцать рублей».